# 양윤호
양윤호(梁允豪, 1966년 11월 11일 ~ )는 대한민국의 영화 감독이자 각본가이다. 유리(1996년)라는 장편 데뷔 영화 작품이 칸 영화제에서 상영되었다. 그 뒤로 리베라 메, 바람의 파이터, 가면 (2007년 영화), 그랑프리 (2010년 영화) 등의 감독을 맡았다. 2009년 텔레비전 시리즈 아이리스 (드라마)와 영화판 아이리스: 더 무비를 공동 감독하기도 했다.

## 참여 작품
- 크리미널 마인드 (2017년 드라마)
- 아이리스: 더 무비
- 아이리스 (드라마)
- 그랑프리 (2010년 영화)
- 가면 (2007년 영화)
- 바람의 파이터
- 리베라 메
- 화이트 발렌타인